# Dicumarolo
Il  dicumarolo è un anticoagulante orale che deriva dalla cumarina. Viene utilizzato nella lotta chimica contro le popolazioni murine, quindi nella derattizzazione.

## Scoperta
Nel 1933, un agricoltore molto preoccupato spedì un secchio di sangue non coagulato al laboratorio del Dr. Karl Link, all'Università del Wisconsin e gli raccontò che le vacche sanguinavano fino alla morte anche per ferite di lieve entità. Oltre due anni dopo, Link e i suoi collaboratori scoprirono che quando le vacche venivano nutrite con il trifoglio essiccato, si inibiva la coagulazione del sangue ed esse morivano di emorragie anche in seguito a piccoli tagli o scalfitture. Dal trifoglio essiccato, Link isolò l'anticoagulante dicumarolo. Entro pochi anni dalla sua scoperta, il dicumarolo cominciò ad essere ampiamente usato per la cura di pazienti vittime di attacchi cardiaci o di altri con rischio di sviluppare coaguli di sangue. Il dicumarolo è un derivato della cumarina, un estere ciclico che dà al trifoglio dolce il suo piacevole profumo. La cumarina, che non interferisce con la coagulazione del sangue ed è stata usata come agente aromatizzante, viene convertita in dicumarolo quando il trifoglio dolce viene essiccato. 

## Indicazioni
Il principio attivo viene utilizzato nel trattamento e nella profilassi dell'embolie e delle trombosi.

### Meccanismo d'azione
Il dicumarolo è un inibitore competitivo della vitamina K epossido reduttasi (VKOR): questo enzima catalizza la riduzione della vitamina K dalla forma epossidica a quella chinonica e di quest'ultima in chinolica. La Vitamina K-chinolo è un cofattore dell'enzima vitamina K-γ-carbossilasi che catalizza la reazione di carbossilazione di residui di acido glutammico con formazione di acido γ-carbossiglutammico: nella reazione la vitamina K-chinolo si ossida a vitamina K-epossido e deve perciò essere riconvertita in forma chinolica per poter essere nuovamente attiva. La formazione di residui di Acido γ-carbossiglutammico è fondamentale per l'attivazione della protrombina, un enzima proteolitico che permette l'attivazione del fibrinogeno in fibrina, proteina coinvolta nel processo di coagulazione.

## Effetti indesiderati
Fra gli effetti collaterali più frequenti si riscontrano emorragie (il più frequente), nausea, disturbi a livello gastrointestinale e diarrea.
Il dicumarolo è un agente teratogeno, è importante dunque che donne che vogliano intraprendere una gravidanza intraprendano trattamenti farmacologici differenti.